# Kathy Johnson
Pour les articles homonymes, voir Johnson.
Kathy Johnson, née le 13 septembre 1959 à Oak Ridge, est une gymnaste artistique américaine.

## Palmarès

### Jeux olympiques
- Los Angeles 1984
  -  médaille d'argent au concours par équipes
  -  médaille de bronze à la poutre

### Championnats du monde
- Strasbourg 1978
  -  médaille de bronze au sol

### Autres
- American Cup 1977 :
  -  1re au concours général
- American Cup 1978 :
  -  2e au concours général